# Dar Naim
Pour les articles homonymes, voir Naim.
Dar Naim est une commune urbaine de Mauritanie et un quartier (ou banlieue) de la ville de Nouakchott.

## Géographie
Le quartier se trouve à proximité de l'aéroport international de Nouakchott.